# 7996 Ведєрніков
7996 Ведєрніков (7996 Vedernikov) — астероїд головного поясу, відкритий 1 вересня 1983 року.
Тіссеранів параметр щодо Юпітера — 3,179.
Названий на честь російського диригента Ведєрнікова Олександра Олександровича.